# Salah ad Din
Salah ad Din (sau Salâh-ad-Dîn) este o provincie în Irak, cu o suprafață de 24.751 km² și o populație de aproximativ 1,146,500 (2003). Capitala provinciei este orașul Tikrit.
Provincia este numită după Saladin, eroul arab din Secolul XII.

## Orașe principale
- Tikrit
- Dujail
- Samarra
- Al-Dour
- Ishaqi

1. ↑   http://www.citypopulation.de/Iraq-Cities.html Lipsește sau este vid: |title= (ajutor)